# Talking Angela
Talking Angela je mobilna igra, ki jo je razvil slovenski studio Outfit7 v okviru serije Talking Tom & Friends. Izdan je bil 13. novembra 2012 in decembra 2012 za iPhone, iPod in iPad, januarja 2013 za Android in januarja 2014 za Google Play. Naslednica igre, igra My Talking Angela, je bila izdana decembra 2014. Še en naslednik My Talking Angela 2 je bil izdan julija 2021.

## Polemika
Februarja 2014 je bila Talking Angela predmet internetne prevare, ki je trdila, da aplikacija otroke spodbuja k razkrivanju osebnih podatkov o sebi, ki jih pedofili nato domnevno uporabljajo za identifikacijo lokacije teh otrok. Govorice, ki so se močno razširile po Facebooku in različnih spletnih mestih, ki trdijo, da so posvečene starševstvu, trdijo, da Angela, glavna junakinja igre, od uporabnika igre zahteva zasebne osebne podatke z uporabo funkcije besedilnega klepeta v igri.